# Il segreto della pietra di luce - Claire
Claire (La Femme sage) è il secondo libro della serie Il segreto della pietra di luce, uscito in Francia e in Italia nel 2000.

## Trama
Ramses II, il grandioso Faraone d'Egitto che ha portato il regno al suo splendore, è recentemente passato a miglior vita, e suo figlio Merenptah sta per succedergli. Sotto di lui cresce però la preoccupazione che si insidia tra gli artigiani del Luogo della Verità nei confronti della sorte della confraternita: gli artigiani dovrebbero costruire la loro opera migliore per onorare il più grande Faraone d'Egitto, ma la pressione dell'opera non è nulla di fronte alla decisione del nuovo Faraone, in base al cui volere la confraternita si scioglierebbe e gli artigiani lasceranno la loro amata casa. Come se non bastasse, un nemico misterioso mira a impossessarsi non solo delle ricchezze del villaggio, ma anche della prodigiosa Pietra di Luce, un oggetto magico dotato di poteri straordinari, mentre Mehy, capo tesoriere di Tebe e capo delle forze armate, trama la caduta di Nefer. Quest'ultimo è protetto solo dalla saggezza di Claire/Ukhebet e dal coraggio di Paneb, che fanno da scudo ai loro fratelli del Luogo della Verità, possono scongiurare il disastro.

## Personaggi
- Nefer
- Paneb
- Claire
- Mehy: capo tesoriere di Tebe e comandante delle forze armate. È uno degli antagonisti della tetralogia e trama la caduta di Nefer.

## Edizioni
- Christian Jacq, Il segreto della pietra di luce - Claire, traduzione di Mario Morelli, Mantova, Mondadori, 1 giugno 2000,  p. 477, ISBN 978-8804482987.